# Daniel Kleinman
Daniel Kleinman (* 23. Dezember 1955) ist ein britischer Regisseur. Er führte Regie bei über 100 Musikvideos namhafter Künstler und zählt zu den meistausgezeichneten Regisseuren von Werbespots; 2009 wurde er von der Zeitschrift Brandweek zum Commercial Director of the Decade gewählt. Seit 1995 gestaltete er die Titelsequenzen von acht James-Bond-007-Filmen.

## Leben
Daniel Kleinman studierte am Hornsey College of Art in London, arbeitete danach als Illustrator und begann Storyboards für Regisseure von Musikvideos zu erstellen, was 1983 zum ersten Video unter seiner Regie führte. Er erstellte in der Folgezeit in den 1980er-Jahren Musikvideos für Künstler wie Fleetwood Mac, Madonna, Pat Benatar, Prince, Simple Minds, Thomas Dolby oder ZZ Top und führte bis heute bei über 100 Musikvideos Regie.
In den 1990er-Jahren begann er Werbespots zu drehen und entwickelte sich zu einem der meistausgezeichneten Regisseure in der Werbebranche. Er gewann unter anderem eine Vielzahl von Preisen bei den British Television Advertising Awards oder auf dem Cannes Lions International Festival of Creativity. Als nach dem Tod von Maurice Binder 1991 ein neuer Regisseur für die Titelsequenzen der James-Bond-Filme gesucht wurde, fiel die Wahl auf Kleinman, dessen Musikvideo für den Titelsong Licence to Kill von Gladys Knight (1989) für den gleichnamigen Bond-Film die Verantwortlichen beeindruckt hatte. Bis 2021 gestaltete er die Titelsequenzen von acht der neun seit 1995 entstandenen James-Bond-Filme. Zudem führte er Regie bei den Musikvideos der Titelsongs Tomorrow Never Dies von Sheryl Crow  (1997) und No Time to Die von Billie Eilish (2021).
2006 gründete Kleinman mit Ringan Ledwidge und Johnnie Frankel die Filmproduktionsfirma Rattling Stick, die nach dem Gunn Report 2012 auf Platz drei und 2013 auf Platz vier der Most Awarded Production Companies in The World lag.

## Auszeichnungen (Auswahl)
- 1985: Nominierung für den MTV Video Music Award for Best Direction (Simple Minds, Don’t You (Forget About Me))[7]
- 1986: Nominierung für den MTV Video Music Award for Best Direction (Pat Benatar, Sex as a Weapon und X, Burning House of Love)[8]
- 2001: Gold Cannes Lions Award (John West, Bear)[9]
- 2002: Gold Cannes Lions Award (Xbox, Champagne)[10]
- 2003: Gold Cannes Lions Award (John Smith’s, Monsters[9] und Johnnie Walker, Fish[10])
- 2006: Grand Prix Cannes Lions Award (Guinness, Noitulove)[11]
- 2008: Gold Cannes Lions Award (Smirnoff, Sea)[12]
- 2010: Viral Video Awards 2010, Jurypreis für das beste politische Viral mit den Themen Klima, Demokratie oder Gerechtigkeit (Plane Stupid, Polar Bear)[13]
- 2014: British Animation Award, Best 3D Commercial (Talk Talk, Model Britain)[14]

## Werk

### Filme (Regie)
- 1985: Madonna Live: The Virgin Tour
- 1987: Van Halen: Live Without a Net
- 1994: Smashie and Nicey: The End of an Era (Fernsehfilm)
- 1995–1996: How to Be a Little Sod (TV-Serie)

### TitelsequenzenJames Bond 007(Regie)
- 1995: GoldenEye
- 1997: Der Morgen stirbt nie
- 1999: Die Welt ist nicht genug
- 2002: Stirb an einem anderen Tag
- 2006: Casino Royale
- 2012: Skyfall
- 2015: Spectre
- 2021: Keine Zeit zu sterben